# Blanchard (Oklahoma)
Blanchard é uma cidade localizada no estado norte-americano de Oklahoma, no Condado de Grady e Condado de McClain.

## Demografia
Segundo o censo norte-americano de 2000, a sua população era de 2816 habitantes. 
Em 2006, foi estimada uma população de 6145, um aumento de 3329 (118.2%).

## Geografia
De acordo com o United States Census Bureau tem uma área de 
28,8 km², dos quais 28,8 km² cobertos por terra e 0,0 km² cobertos por água. Blanchard localiza-se a aproximadamente 387 m acima do nível do mar.

## Localidades na vizinhança
O diagrama seguinte representa as localidades num raio de 20 km ao redor de Blanchard. 